# Model Langego

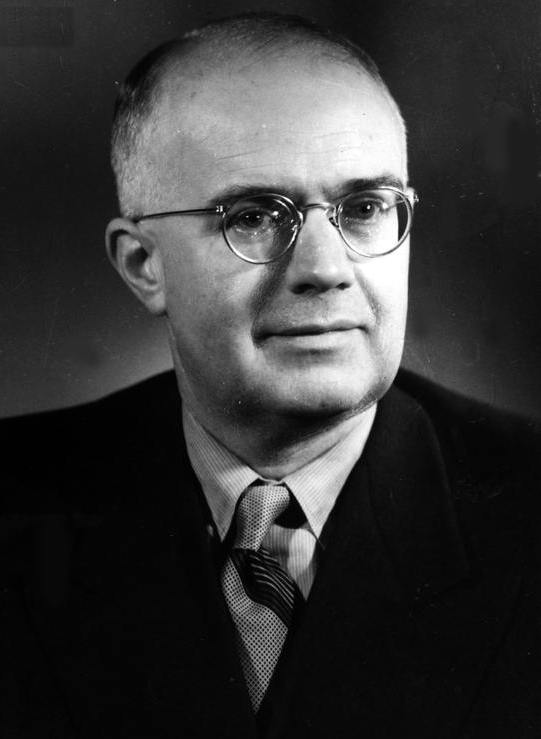
Oskar Lange, twórca Modelu Langego

Model Langego (znany również jako model Langego–Lernera) – neoklasyczny model ekonomiczny opisujący hipotetyczną gospodarkę socjalistyczną. Opierał się on na publicznej własności środków produkcji oraz metodzie prób i błędów w ustalaniu celów produkcyjnych, dążąc do osiągnięcia równowagi gospodarczej i efektywności w sensie Pareto. W modelu tym państwo posiada wszystkie czynniki produkcji poza pracą, a planujące organy wykorzystują symulacje rynkowe do alokacji dóbr konsumpcyjnych i finalnych.

## Charakterystyka
Model Langego zakłada, że jeśli cała produkcja znajduje się w rękach organu publicznego, takiego jak państwo, a jednocześnie działa mechanizm cenowy, to gospodarka ta może osiągnąć efektywność w sensie Pareto – podobnie jak hipotetyczna gospodarka rynkowa działająca w warunkach doskonałej konkurencji. W odróżnieniu od modeli kapitalistycznych, model Langego opiera się na bezpośredniej alokacji zasobów: menedżerowie przedsiębiorstw są zobowiązani ustalać ceny równe kosztowi krańcowemu, co prowadzi do efektywności. Z kolei w gospodarce kapitalistycznej prywatni właściciele kierują się zyskiem, a konkurencja pośrednio wymusza obniżkę cen – co zniechęca do produkcji przy wysokich kosztach krańcowych i wspiera efekt skali.
Model został po raz pierwszy zaproponowany przez Oskara R. Langego w 1936 podczas debaty o kalkulacji socjalistycznej i został rozwinięty przez ekonomistów takich jak H. D. Dickinson i Abba Lerner. Choć Lange i Lerner nazywali swoją koncepcję „socjalizmem rynkowym”, to w praktyce model Langego jest odmianą gospodarki centralnie planowanej. W tym systemie centralna komisja planistyczna alokuje inwestycje i dobra kapitałowe, natomiast rynki odpowiadają za alokację pracy i dóbr konsumpcyjnych. Planowanie odbywa się poprzez symulację rynku dóbr kapitałowych, przy użyciu metody prób i błędów – opracowanej wcześniej przez Vilfredo Pareto i Léona Walrasa. W efekcie model Langego jest de facto centralnie planowaną gospodarką, a nie formą socjalizmu rynkowego.
Model Langego nigdy nie został wdrożony w praktyce, nawet w ojczyźnie Langego – Polsce. Po II wojnie światowej w kraju tym narzucono radziecki model planowania gospodarczego, który uniemożliwił eksperymenty z gospodarką opartą na ideach Langego. Pewne podobieństwa można dostrzec w mechanizmie Nowej Polityki Ekonomicznej (NEP) lub w tzw. komunizmie gulaszowym na Węgrzech za rządów Jánosa Kádára, choć i te systemy nie były czystą realizacją modelu Langego.